# Longicella
Longicella là một chi bướm đêm thuộc họ Noctuidae.

## Loài
- Longicella luctifera Boisduval, 1836
- Longicella mollis Walker, 1856
  - Longicella mollis decipiens Butler, 1884
  - Longicella mollis detanii Kishida, 1993
  - Longicella mollis mollis Walker, 1856